# Janków (gmina Piątek)
Janków – wieś w Polsce, położona w województwie łódzkim, w powiecie łęczyckim, w gminie Piątek.
W latach 1954–1958 wieś należała i była siedzibą władz gromady Janków, po jej zniesieniu w gromadzie Piątek. W latach 1975–1998 miejscowość należała administracyjnie do województwa płockiego.